# Нелинейная динамика
Нелинейная динамика — междисциплинарная наука, в которой изучаются свойства нелинейных динамических систем. Нелинейная динамика использует для описания систем нелинейные модели, обычно описываемые дифференциальными уравнениями и дискретными отображениями. Нелинейная динамика включает в себя теорию устойчивости, теорию динамического хаоса, эргодическую теорию, теорию интегрируемых систем.
Под динамической системой понимают систему любой природы (физическую, химическую, биологическую, социальную, экономическую и т. д.), состояние которой изменяется (дискретно или непрерывно) во времени. Нелинейная динамика использует при изучении систем нелинейные модели — чаще всего дифференциальные уравнения и дискретные отображения.
Принято нелинейной называть теорию, в которой используют нелинейные математические модели.
Одной из примеров нелинейных систем есть система, которая имеет периодически меняющиеся параметры. В таких системах при определённых условиях может происходить возникновение параметрических колебаний. Человек, находящийся на качелях, приседая в верхних крайних положениях и поднимаясь в нижних, возбуждает параметрические колебания. При этом за параметр выступает момент инерции качелей вместе с человеком (как маятника с изменением положения массы). Поперечные параметрические колебания стержня можно вызвать периодическими силами сжатия, приложенными к его концам. Параметрические резонансы опасны в машинах и сооружениях, так как растущая параметрическая вибрация возможна даже при наличии демпфирования, причём параметрический резонанс осуществляется не при дискретных значениях частот (например, резонансных частот при вынужденных колебаниях), а в некоторых диапазонах частот.

## Определение
В математике линейным отображением (или линейной функцией) {\displaystyle f(x)} называется отображение, которое удовлетворяет следующим двум свойствам:
- аддитивности или принципу суперпозиции: {\displaystyle \textstyle f(x+y)=f(x)+f(y);}
- однородности или подобию: {\displaystyle \textstyle f(\alpha x)=\alpha f(x).}

Аддитивность предусматривает однородность для любого рационального числа α и для непрерывных функций для любого действительного α. Для комплексного α свойство однородности не вытекает из аддитивности. Например, антилинейное отображение является аддитивным, но не однородным. Условия аддитивности и однородности часто сочетаются в принцип суперпозиции
{\displaystyle f(\alpha x+\beta y)=\alpha f(x)+\beta f(y)}
уравнения вида
{\displaystyle f(x)=C}
называют линейным, если {\displaystyle f(x)} является линейным отображением (что соответствует вышеприведённому определению), и нелинейным в противном случае. Уравнение называют однородным, если {\displaystyle C=0}.
Определение {\displaystyle f(x)=C} очень общее в том смысле, что {\displaystyle x} может быть любым содержательным математическим объектом (числом, вектором, функцией и так далее), а функция {\displaystyle f(x)} может быть любым отображением, включая операции интегрирования или дифференцирования со связанными с ними ограничениями (например, краевыми условиями). Если {\displaystyle f(x)} содержит дифференцирования относительно переменной x, то результатом будет дифференциальное уравнение.

## Виды нелинейного динамического поведения
- Хаос — значение системы нельзя предсказать и узнать прошлое, а флуктуации являются апериодическими.
- Мультистабильность — существование двух или более устойчивых состояний.
- Угасание амплитуды — любые колебания, присутствующие в системе, утихают из-за взаимодействия с другой системой или из-за обратной связи той же системы.
- Солитоны — одиночная волна, самоусиливающаяся.

## Нелинейные алгебраические уравнения
Нелинейные алгебраические уравнения, которые также называют уравнениями с многочленами, определяются как уравнение с полиномами (многочленами), приравненными к нулю. Например
{\displaystyle x^{2}+x-1=0\,.}
Для простого алгебраического уравнения существуют алгоритмы нахождения корней уравнения, позволяющие найти решение этих уравнений (то есть множество значений, которые можно подставить в уравнение вместо переменных, которые будут удовлетворять данному уравнению). Однако системы уравнений являются более сложными; их изучением занимается область алгебраической геометрии, являющаяся достаточно сложной ветвью современной математики. Иногда достаточно трудно определить, имеет ли алгебраическая система комплексные корни (см. Теорема Гильберта о нулях). Однако системы алгебраических уравнений, имеющие конечное число комплексных решений, хорошо изучены, и существуют эффективные методы для их решения.

## Нелинейные дифференциальные уравнения
О системе дифференциальных уравнений говорят, что она нелинейная, если она не является линейной системой. Задачи, требующие развития нелинейных дифференциальных уравнений, отличаются большим разнообразием, и от этого зависят методы решения или анализа. Примерами нелинейных дифференциальных уравнений является уравнение Навье — Стокса в гидродинамике и уравнения Лотки — Вольтерры в биологии.
Одной из сложностей нелинейных задач является то, что в общем случае невозможно объединить известные решения для построения новых решений. В линейных задачах, например, семейство линейно независимых решений можно использовать для построения общих решений с помощью принципа суперпозиции. Хорошим примером этого является одномерная задача для распределения температуры с наложенными граничными условиями Дирихле, решение которой можно построить как зависимую от времени линейную комбинацию синусоид различных частот; это делает решение очень гибким. Также можно найти несколько очень специфических решений для нелинейных уравнений, однако отсутствие принципа суперпозиции не позволяет построить новые решения.

### Обыкновенные дифференциальные уравнения
Обыкновенные дифференциальные уравнения первого порядка, как правило, решают с помощью метода разделения переменных, особенно в случае автономных уравнений. Например, нелинейное уравнение
{\displaystyle {\frac {du}{dx}}=-u^{2}}
имеет общее решение {\displaystyle u={\frac {1}{x+C}}} (а также u = 0 как частичное решение соответствует границе общего решения, при котором C стремится к бесконечности). Уравнение является нелинейным, поскольку оно записывается в виде
{\displaystyle {\frac {du}{dx}}+u^{2}=0}
где левая часть уравнения не является линейной функцией от u и её производных. Если бы слагаемое u2 было заменено на u, то задача была бы линейной (задача экспоненциального распада).
Обычные дифференциальные уравнения второго и высших порядков (в более общем случае — системы нелинейных уравнений) достаточно редко имеют решения в замкнутой форме, хотя встречаются возможные точные решения и решения с помощью неэлементарных интегралов.
Общие методы анализа для решения обычных нелинейных дифференциальных уравнений:
- исследование любых консервативных величин, особенно в Гамильтоновых системах,
- исследование диссипативных величин (см. Функцию Ляпунова) аналогично консервативным величинам,
- линеаризация с помощью разложения в ряд Тейлора,
- замена переменных с целью получить форму, которую легче изучать,
- теория бифуркаций,
- методы теории возмущений (могут применяться и к алгебраическим уравнениям).

### Маятник

Иллюстрация маятника

Классической широко изученной нелинейной задачей является динамика маятника под воздействием гравитации. Используя механику Лагранжа, можно показать, что движение маятника можно описать с помощью безразмерного нелинейного уравнения
{\displaystyle {\frac {d^{2}\theta }{dt^{2}}}+\sin(\theta )=0}
где сила гравитации направлена «вниз» и {\displaystyle \theta } — это угол, который образует маятник со своим начальным состоянием покоя, как показано на рисунке справа. Одним из подходов «решения» этого уравнения является использование {\displaystyle d\theta /dt} как интегрирующего множителя, что даст следующий результат:
{\displaystyle \int {\frac {d\theta }{\sqrt {C_{0}+2\cos(\theta )}}}=t+C_{1}}
что является безусловным решением, которое использует эллиптический интеграл. Это «решение», как правило, имеет немного приложений, поскольку в большей степени доля этого решения скрыта в не самом элементарном интеграле (кроме случая {\displaystyle C_{0}=2}).
Другой подход к решению этой задачи: сделать нелинейность линейной (в данном случае функцию синуса) с помощью ряда Тейлора в различных точках, представляющих интерес. Например, линеаризация в точке {\displaystyle \theta =0}, что называется приближением малых углов, имеет вид:
{\displaystyle {\frac {d^{2}\theta }{dt^{2}}}+\theta =0}
поскольку {\displaystyle \sin(\theta )\approx \theta } для {\displaystyle \theta \approx 0}. Это простое гармоническое колебание, соответствующее колебаниям маятника в окрестности нижней точки его пути. Другой точкой линеаризации будет {\displaystyle \theta =\pi }, что соответствует маятнику в вертикальном положении:
{\displaystyle {\frac {d^{2}\theta }{dt^{2}}}+\pi -\theta =0}
поскольку {\displaystyle \sin(\theta )\approx \pi -\theta } для {\displaystyle \theta \approx \pi }. Решение задачи предполагает использование гиперболических синусоид, и, в отличие от малоуглового приближения, это приближение является устойчивым, что означает, что {\displaystyle |\theta |} будет, как правило, расти неограниченно, хотя могут существовать и ограниченные решения. Это соответствует сложности балансировки маятника в вертикальной позиции, которое фактически является нестабильным состоянием.

Фазовый портрет математического маятника. Верхняя кривая — зависимость угла от времени в колебательном режиме

Еще одна интересная линеаризация возможна вокруг точки{\displaystyle \theta =\pi /2}, около которой {\displaystyle \sin(\theta )\approx 1}:
{\displaystyle {\frac {d^{2}\theta }{dt^{2}}}+1=0.}
Это соответствует задаче свободного падения. Очень наглядное изображение динамики маятника можно привести, собрав вместе эти примеры линеаризации, как показано на рисунке справа. Существуют другие техники, которые позволяют найти (точные) фазовые портреты и приближенные периоды колебания.